# Силверадо Рисорт (Калифорнија)
Силверадо Рисорт (енгл. Silverado Resort) насељено је место без административног статуса у америчкој савезној држави Калифорнија.

## Демографија
По попису из 2010. године број становника је 1.095.
| Група             | 2000.    | 2010.       |
| Белци             | 0 (0,0%) | 982 (89,7%) |
| Афроамериканци    | 0 (0,0%) | 1 (0,1%)    |
| Азијати           | 0 (0,0%) | 36 (3,3%)   |
| Хиспаноамериканци | 0 (0,0%) | 59 (5,4%)   |
| Укупно            | 0        | 1.095       |